# Lukáš Pollert
Lukáš Pollert (* 24. März 1970 in Prag) ist ein ehemaliger Kanuslalomfahrer im Einer-Canadier, der erst für die Tschechoslowakei und dann für Tschechien startete. Er gewann eine Goldmedaille bei Olympischen Spielen.

## Karriere
Pollert nahm an den Olympischen Spielen 1992 in Barcelona teil. Er lag erst auf Rang zwei hinter Jon Lugbill, der den Kurs in 1:51,48 Minuten absolviert hatte, und hatte zwei Sekunden Rückstand. Erst als eine Stangenberührung Lugbills erkannt wurde und diesem deshalb fünf Strafsekunden addiert wurden, gewann Lukas Pollert die Goldmedaille. Vier Jahre später, bei den Olympischen Spielen 1996 in Atlanta, wurde Pollert von Michal Martikán aus der Slowakei geschlagen und gewann die Silbermedaille. Nach dem Ende seiner Karriere arbeitet Pollert als Arzt.